# 織田あきら
織田 あきら（おだ あきら、1947年10月20日 - ）は、日本の元俳優。本名は、佐野 粲（さの あきら）。
北海道滝川市出身。東京電機大学高等学校卒業。三船プロダクション、アクターズプロモーションに所属していた。

## 来歴・人物
小学校5年生のときに母と共に上京。エンジニアを志して東京電機大学高等学校を卒業するが、定職に就かずギターの弾き語りで赤坂、六本木の深夜レストランを回る。1973年、映画監督の斎藤耕一の妻（当時）の天路圭子に見出され、斎藤の監督作品『津軽じょんがら節』（ATG）の主役に起用され幸運なデビューを飾り、映画のヒット、ベスト・ワン受賞とともに一躍注目される。その後、『蔵王絶唱』（東宝）、『動乱』（東映）などにも出演した。
テレビにも進出し、『破れ傘刀舟悪人狩り』（NET）、『宇宙からのメッセージ・銀河大戦』（テレビ朝日）などにレギュラー出演したほか、多数の作品にゲスト出演し、1980年代半ば頃まで活躍した。『銀河大戦』撮影中に、スタッフ（進行主任）と意見がぶつかって撮影が中断したことがあったという。プロデューサーの七條敬三は、「仕事を大切にするあまり、お互いに誤解が生まれた結果」と振り返っている。
また、歌手としても活動し、シングルとアルバムをリリースしていた。

## 出演

### テレビドラマ
- さよなら・今日は（1973年 - 1974年、NTV）
- 特捜記者 第2話「気取ったナウな奴」（1974年、KTV）
- 事件狩り 第1話「なぜ死を急ぐ! 若者たち」（1974年、TBS）
- ふりむくな鶴吉 第6話「左内坂心中」（1974年、NHK）
- 華やかな荒野（1974年 - 1975年、TBS）
- 破れ傘刀舟悪人狩り（1974年 - 1976年、NET） - 伊庭弥九郎
- 太陽にほえろ! 第170話「再出発」（1975年、NTV） - 佐野次郎
- Gメン'75（TBS）
  - 第6話「コルト自動拳銃1911A1」（1975年） - キム
  - 第43話「刑法第11条・絞首刑」（1976年） - 坂巻達夫
  - 第59話「東京・沖縄縦断捜査網」〜第61話「沖縄に響く痛恨の銃声」（1976年） - 新里哲夫
  - 第100話「北の国から来た遺骨」（1977年） - 安原亮一
  - 第107話「俺のスーパーカーの葬式」（1977年） - 仁科明
- さよならの夏（1976年、NTV） - 簑島京太
- 刑事物語・星空に撃て!（1976年、CX） - 伊達浩介
- 新・座頭市 第5話「牢破りいそぎ旅」（1976年、CX） - 仙太郎
- 新西洋事情 第3話「味噌汁派欧州へ行く」（1977年、NHK）
- 特捜最前線（ANB）
  - 第2話「故郷へ愛をこめて」（1977年） - ひろし
  - 第64話「牛肉闇ルート殺人事件!」（1978年）
- 人形佐七捕物帳 第7話「十手嵐の晴れ祝言」（1977年、ANB） - 房吉
- 大江戸捜査網 第302話「雲仙に響く銃声!」（1977年、12ch） - 磯吉
- 同心部屋御用帳 江戸の旋風III 第22話「消えた入墨」（1977年、CX）
- 森村誠一シリーズ / 暗黒流砂（1977年、MBS）
- 炎の家 愛は二度生まれる（1978年、KTV）
- 渡された場面（1978年、ANB）
- 新幹線公安官 第2シリーズ 第7話「奪われたハネムーン」（1978年）
- 宇宙からのメッセージ・銀河大戦（1978年 - 1979年、ANB） - 流れ星 / リュウ
- ポーラテレビ小説 / こおろぎ橋（1978年 - 1979年、TBS）
- 大空港 第41話「愛よ、大空に散れ! 特捜部対ヤクザの斗いPARTIII」（1979年、CX） - 田浦
- 江戸の激斗 第17話「みれん花・野盗暁の襲撃」（1979年、CX） - 才助
- 大捜査線 第2話「男たちの挽歌」（1980年、CX） - 城西署・佐藤巡査
- そば屋梅吉捕物帳 第16話「浅間の煙よ男の命」（1980年、12ch） - 浅太郎（小野寺伊織）
- 土曜ワイド劇場
  - 京都殺人案内II 呪われた婚約（1980年、ABC）
  - 華やかな死体 赤い花は殺人予告（1980年、ANB）
  - 露天風呂連続殺人 婚前奥伊豆旅行（1982年、ABC） - 立川真一
  - 女教師 白い肌の記憶（1983年、ANB）
  - 結婚案内ミステリー風 略奪された花嫁（1984年、ANB）
- 木曜ゴールデンドラマ / 東京大地震マグニチュード8.1（1980年、YTV） - 信夫
- 必殺仕事人 第52話「潜り技隠し黄金止め」（1980年、ABC） - 竜次
- 斬り捨て御免! 第12話「傷だらけの墓標」（1980年、12ch） - 坂崎弥九郎
- 西部警察 第68話「地獄からの使者」（1981年、ANB） - 高林イサオ
- 旅がらす事件帖 第23話「明日咲くか紅小梅」（1981年、KTV） - 佐平
- 長七郎天下ご免! 第67話「春雷!真っ赤な伏魔殿」（1981年、ANB） - 久三
- 新五捕物帳 第145話「父の背見つめて」（1981年、NTV）
- キッド 第8話「みごと落第! ドロボー博士」（1981年、NTV）
- 暴れん坊将軍（ANB）
  - 吉宗評判記 暴れん坊将軍 第185話「花嫁衣裳の甘い罠」（1981年） - 江藤伊三郎
  - 暴れん坊将軍II 第169話「恋の九十九里、地獄花!」（1986年） - 八十吉
- 鬼平犯科帳（ANB）
  - 第2シリーズ 第26話「用心棒」（1981年）
  - 第3シリーズ 第4話「雨乞い庄右衛門」（1982年）
- 竜馬がゆく（1982年、TX） - 那須信吾
- 影の軍団シリーズ（KTV）
  - 影の軍団II 第18話「夜霧に啼く黒い狼」（1982年） - 音次郎
  - 影の軍団III 第12話「標的は魔性の肌」（1982年） - 刈屋代蔵
- 火曜サスペンス劇場 / 校内暴力殺人事件〜狙われた女教師（1982年、NTV） - 村山真一郎
- 源九郎旅日記 葵の暴れん坊 第32話「神のお告げの夢おんな」（1982年、ANB） - 辰吉
- 時代劇スペシャル（CX）
  - 彫師伊之助捕物覚え 消えた女（1982年） - 由蔵
  - 仕掛人・藤枝梅安5 梅安針供養（1983年） - 池田辰馬
  - 裏切りの報酬 追放者九鬼真十郎（1983年） - 巳之吉
- 松平右近事件帳 第39話「梅吉捕らわる」（1982年、NTV） - 佐吉
- 遠山の金さん 第1シリーズ 第54話「お弓が三人! ホンモノは誰だ!?」（1983年、ANB）
- 金曜女のドラマスペシャル / 砂に消えた女 グルメ刑事とぷっつんOLの日本海殺人追跡ツアー（1987年、CX）

### 映画
- 津軽じょんがら節（1973年，ATG） - 岩城徹男
- 愛と誠（1974年、松竹） - 火野将平
- 蔵王絶唱（1974年、東宝） - 粟崎貴男
- 新幹線大爆破（1975年、東映） - 大城浩
- 爆発! 暴走遊戯（1976年、東映） - 花田
- 日本の首領 野望篇（1977年、東映） - 横川英樹
- 犬笛（1978年、東宝） - 野坂通信員
- 沖縄10年戦争（1978年、東映） - 与儀政典
- 宇宙からのメッセージ・銀河大戦（1978年、東映） - 流れ星 / リュウ
- 日本の首領 完結篇（1978年、東映） - 庄内春夫
- 動乱（1980年、東映） - 永井上等兵
- アモーレの鐘（1981年、東宝） - 男

### 舞台
- 小林幸子 新春特別公演（1981年、浅草国際劇場）
- 菱の花咲く（1981年、名鉄ホール）

## 音楽
シングル
| 題名           | B/W・C/W   | 発売年 | レーベル    | 備考                                           |
| 白い時間       | 愛の行動派 | 1975年 | RCAレコード |                                                |
| ひとり旅       | 霧の中へ   | 1976年 | RCAレコード |                                                |
| 雨             | 早春花     | 1976年 | RCAレコード |                                                |
| 七色とんがらし | 男の子守唄 | 1976年 | RCAレコード | テレビドラマ『七色とんがらし』の主題歌・挿入歌 |

アルバム
| 題名       | 発売年 | レーベル    | 備考 |
| 孤独の部屋 | 1975年 | RCAレコード |      |